# The Ultimate Fighter: Team Jones vs. Team Sonnen
The Ultimate Fighter: Team Jones vs. Team Sonnen (também conhecido como The Ultimate Fighter 17) é um reality show futuro do Ultimate Fighting Championship (UFC) da série The Ultimate Fighter.
A série foi originalmente produzida pelo UFC e gravada em Outubro de 2012 apresentando o Campeão Meio Pesado Jon Jones contra o treinador da outra equipe Chael Sonnen.
Os dois treinadores são esperados para se enfrentar em 27 de Abril de 2013 no UFC 159. Esse reality gerou críticas consideráveis de críticos e fãs de MMA, como muitos consideravam Sonnen - que já havia perdido a última luta e não ter feito nenhuma luta no Peso Meio Pesado do UFC - não fez o suficiente para ganhar uma disputa de título.
A série fará sua estréia no dia 22 de Janeiro de 2013 e será transmitido de terças-feiras na FX. 

## Elenco

### Treinadores
| Equipe Jones - Jon Jones, Treinador Principal - Stonehorse Goeman, Treinador de Muay Thai - Frank Mir, Treinador de Jiu Jitsu - Bubba Jenkins, Treinador de Wrestling - John Woods, Treinador | Equipe Sonnen - Chael Sonnen, Treinador Principal - Dan Henderson, Treinador Assistente - Vinny Magalhães, Treinador de Jiu Jitsu - Clayton Hires, Treinador de Boxe - Scott McQuary - Jamie Huey - Mike Dolce |

### Lutadores[4]
- Equipe Jones
  - Clint Hester, Josh Samman, Robert McDaniel, Gilbert Smith, Collin Hart, Adam Cella, Dylan Andrews

- Equipe Sonnen
  - Luke Barnatt, Uriah Hall, Zak Cummings, Tor Troeng, Jimmy Quinlan, Kevin Casey, Kelvin Gastelum

Lutadores eliminados no round de abertura
Kito Andrews, Lou Bercier, Ryan Bigler, Andy Enz , Nik Fekete, Jake Heun, Mike Jasper, Nicholas Kohring, Fraser Opie, Mike Persons, Scott Rosa, Eldon Sproat, Eric Wahlin, Tim Williams

### Lutas Preliminares
Adam Cella derrotou Jake Heun por finalização (chave de braço) no primeiro round.
Zak Cummings derrotou Nik Fekete por nocaute (socos) no primeiro round.
Kevin Casey derrotou Eldon Sproat por finalização (mata-leão).
Tor Troeng derrotou Scott Rosa por Finalização (mata-leão).
Clint Hester derrotou Fraser Opie por decisão.
Robert "Bubba" McDaniel derrotou Ryan Bigler por nocaute técnico (socos) no segundo round.
Josh Samman derrotou Lou Bercier por nocaute técnico (socos) no primeiro round.
Kelvin Gastelum derrotou Kito Andrews por decisão.
Jimmy Quinlan derrotou Mike Persons por nocaute técnico (socos) no primeiro round.
Uriah Hall derrotou Andy Enz por decisão.
Gilbert Smith Jr. derrotou Eric Wahlin por finalização (triângulo de braço).
Luke Barnatt derrotou Nicholas Kohring por decisão.
Dylan Andrews derrotou Tim Williams por decisão.
Collin Hart derrotou Mike Jasper por finalização (mata-leão) no primeiro round.

### Escolha dos Lutadores
- White anunciou que quem finalizasse suas lutas, ganharia $5,000 de bônus por luta; adicionalmente, lutadores receberiam $25,000 pelo prêmio de Nocaute da Temporada, Finalização da Temporada e Luta da Temporada.
- White jogou uma moeda (vermelha para Jones, preta para Sonnen). Sonnen venceu e optou por escolher o primeiro lutador. Os lutadores foram escolhidos em seguinte ordem:

| Treinador | 1ª escolha   | 2ª escolha  | 3ª escolha     | 4ª escolha         | 5ª escolha    | 6ª escolha  | 7ª escolha      |
| --------- | ------------ | ----------- | -------------- | ------------------ | ------------- | ----------- | --------------- |
| Sonnen    | Luke Barnatt | Uriah Hall  | Zak Cummings   | Tor Troeng         | Jimmy Quinlan | Kevin Casey | Kelvin Gastelum |
| Jones     | Clint Hester | Josh Samman | Bubba McDaniel | Gilbert Smith, Jr. | Collin Hart   | Adam Cella  | Dylan Andrews   |

## Chave do Torneio
|  | Elimination Round  | Elimination Round |                 |     | Quartas de final | Quartas de final |  |  | Semifinais | Semifinais |  |  | Finale | Finale |
|  |                    |                   |                 |     |                  |                  |  |  |            |            |  |  |        |        |
|  |                    |                   |                 |     |                  |                  |  |  |            |            |  |  |        |        |
|  |                    |                   |                 |     |                  |                  |  |  |            |            |  |  |        |        |
|  | Collin Hart        | DU                |                 |     |                  |                  |  |  |            |            |  |  |        |        |
|  | Collin Hart        | DU                |                 |     |                  |                  |  |  |            |            |  |  |        |        |
|  | Kevin Casey        | 2                 |                 |     |                  |                  |  |  |            |            |  |  |        |        |
|  | Kevin Casey        | 2                 | Collin Hart     | 1   |                  |                  |  |  |            |            |  |  |        |        |
|  |                    |                   | Collin Hart     | 1   |                  |                  |  |  |            |            |  |  |        |        |
|  |                    | Kelvin Gastelum   | KO              |     |                  |                  |  |  |            |            |  |  |        |        |
|  | Bubba McDaniel     | Kelvin Gastelum   | KO              | 2   |                  |                  |  |  |            |            |  |  |        |        |
|  | Bubba McDaniel     |                   |                 | 2   |                  |                  |  |  |            |            |  |  |        |        |
|  | Kelvin Gastelum    | FIN               |                 |     |                  |                  |  |  |            |            |  |  |        |        |
|  | Kelvin Gastelum    | FIN               | Kelvin Gastelum | FIN |                  |                  |  |  |            |            |  |  |        |        |
|  |                    |                   | Kelvin Gastelum | FIN |                  |                  |  |  |            |            |  |  |        |        |
|  |                    | Josh Samman       | 1               |     |                  |                  |  |  |            |            |  |  |        |        |
|  | Josh Samman        | Josh Samman       | 1               | KO  |                  |                  |  |  |            |            |  |  |        |        |
|  | Josh Samman        |                   |                 | KO  |                  |                  |  |  |            |            |  |  |        |        |
|  | Tor Troeng         | 1                 |                 |     |                  |                  |  |  |            |            |  |  |        |        |
|  | Tor Troeng         | 1                 | Josh Samman     | TKO |                  |                  |  |  |            |            |  |  |        |        |
|  |                    |                   | Josh Samman     | TKO |                  |                  |  |  |            |            |  |  |        |        |
|  |                    | Jimmy Quinlan     | 1               |     |                  |                  |  |  |            |            |  |  |        |        |
|  | Clint Hester       | Jimmy Quinlan     | 1               | 2   |                  |                  |  |  |            |            |  |  |        |        |
|  | Clint Hester       |                   |                 | 2   |                  |                  |  |  |            |            |  |  |        |        |
|  | Jimmy Quinlan      | FIN               |                 |     |                  |                  |  |  |            |            |  |  |        |        |
|  | Jimmy Quinlan      | FIN               | Kelvin Gastelum | DD  |                  |                  |  |  |            |            |  |  |        |        |
|  |                    |                   | Kelvin Gastelum | DD  |                  |                  |  |  |            |            |  |  |        |        |
|  |                    | Uriah Hall        | 3               |     |                  |                  |  |  |            |            |  |  |        |        |
|  | Dylan Andrews      | Uriah Hall        | 3               | DU  |                  |                  |  |  |            |            |  |  |        |        |
|  | Dylan Andrews      |                   |                 | DU  |                  |                  |  |  |            |            |  |  |        |        |
|  | Zak Cummings       | 2                 |                 |     |                  |                  |  |  |            |            |  |  |        |        |
|  | Zak Cummings       | 2                 | Dylan Andrews   | KO  |                  |                  |  |  |            |            |  |  |        |        |
|  |                    |                   | Dylan Andrews   | KO  |                  |                  |  |  |            |            |  |  |        |        |
|  |                    | Luke Barnatt      | 3               |     |                  |                  |  |  |            |            |  |  |        |        |
|  | Gilbert Smith, Jr. | Luke Barnatt      | 3               | 2   |                  |                  |  |  |            |            |  |  |        |        |
|  | Gilbert Smith, Jr. |                   |                 | 2   |                  |                  |  |  |            |            |  |  |        |        |
|  | Luke Barnatt       | KO                |                 |     |                  |                  |  |  |            |            |  |  |        |        |
|  | Luke Barnatt       | KO                | Dylan Andrews   | 2   |                  |                  |  |  |            |            |  |  |        |        |
|  |                    |                   | Dylan Andrews   | 2   |                  |                  |  |  |            |            |  |  |        |        |
|  |                    | Uriah Hall        | TKO             |     |                  |                  |  |  |            |            |  |  |        |        |
|  | Bubba McDaniel     | Uriah Hall        | TKO             | FIN |                  |                  |  |  |            |            |  |  |        |        |
|  | Bubba McDaniel     |                   |                 | FIN |                  |                  |  |  |            |            |  |  |        |        |
|  | Kevin Casey        | 2                 |                 |     |                  |                  |  |  |            |            |  |  |        |        |
|  | Kevin Casey        | 2                 | Bubba McDaniel  | 1   |                  |                  |  |  |            |            |  |  |        |        |
|  |                    |                   | Bubba McDaniel  | 1   |                  |                  |  |  |            |            |  |  |        |        |
|  |                    | Uriah Hall        | KO              |     |                  |                  |  |  |            |            |  |  |        |        |
|  | Adam Cella         | Uriah Hall        | KO              | 1   |                  |                  |  |  |            |            |  |  |        |        |
|  | Adam Cella         |                   |                 | 1   |                  |                  |  |  |            |            |  |  |        |        |
|  | Uriah Hall         | KO                |                 |     |                  |                  |  |  |            |            |  |  |        |        |
|  | Uriah Hall         | KO                |                 |     |                  |                  |  |  |            |            |  |  |        |        |

## Bônus da Temporada
- Luta da Temporada:  Dylan Andrews vs.  Luke Barnatt
- Nocaute da Temporada:  Uriah Hall (vs. Adam Cella)
- Finalização da Temporada:  Kelvin Gastelum (vs. Josh Samman)